# Kehra (stad)
Kehra (Duits: Kedder) is een plaats in de Estlandse gemeente Anija, provincie Harjumaa. Kehra heeft de status van stad en telt 2873 inwoners (2024). Daarmee is ze de grootste plaats van de gemeente Anija. De plaats is de hoofdplaats van de gemeente. 
Ten noorden van Kehra ligt een dorp dat ook Kehra heet. Het dorp wordt doorgaans Kehra küla (‘dorp Kehra’) genoemd om het te onderscheiden van Kehra linn, de stad.
Kehra heeft een station aan de spoorlijn Tallinn - Narva. De plaats ligt aan de rivier Jägala.
Kehra is het thuishonk van de succesvolste handbalclub van Estland, HC Kehra.

## Geschiedenis
Het landgoed Kehra ontstond tussen 1620 en 1637. Bij de eerste vermelding heette het Karukse. Het dorp Kehra, dat ouder is dan de stad, ontstond rond dezelfde tijd. Het landgoed behoorde achtereenvolgens toe aan de families Bade, Elvering, von Maydell en von Ullrich. Rond 1820 werd een houten landhuis gebouwd, dat in de 20e eeuw een verbouwing onderging. Het is in particuliere handen.
Het landhuis ligt in het centrum van de huidige stad, die ontstond toen in 1876 het station Kehra was geopend en ging groeien in de jaren twintig en dertig van de 20e eeuw. In de jaren 1936-1938 werd een cellulosefabriek gebouwd, die in 1938 officieel werd geopend door president Konstantin Päts. Toen kreeg Kehra een bevolking van fabrieksarbeiders. In 1945 kreeg de plaats de status van alev (kleine stad), in 1993 de status van stad. In 1950 kreeg Kehra naast de cellulosefabriek ook een papierfabriek. Sinds 1995 zijn beide fabrieken in handen van Horizon Pulp and Paper Ltd.
Tot in 2002 was Kehra een aparte stadsgemeente. In dat jaar werd het de hoofdplaats van de gemeente Anija.

## Geboren in Kehra
- Silvi Vrait (1951-2013), zangeres

## Foto's

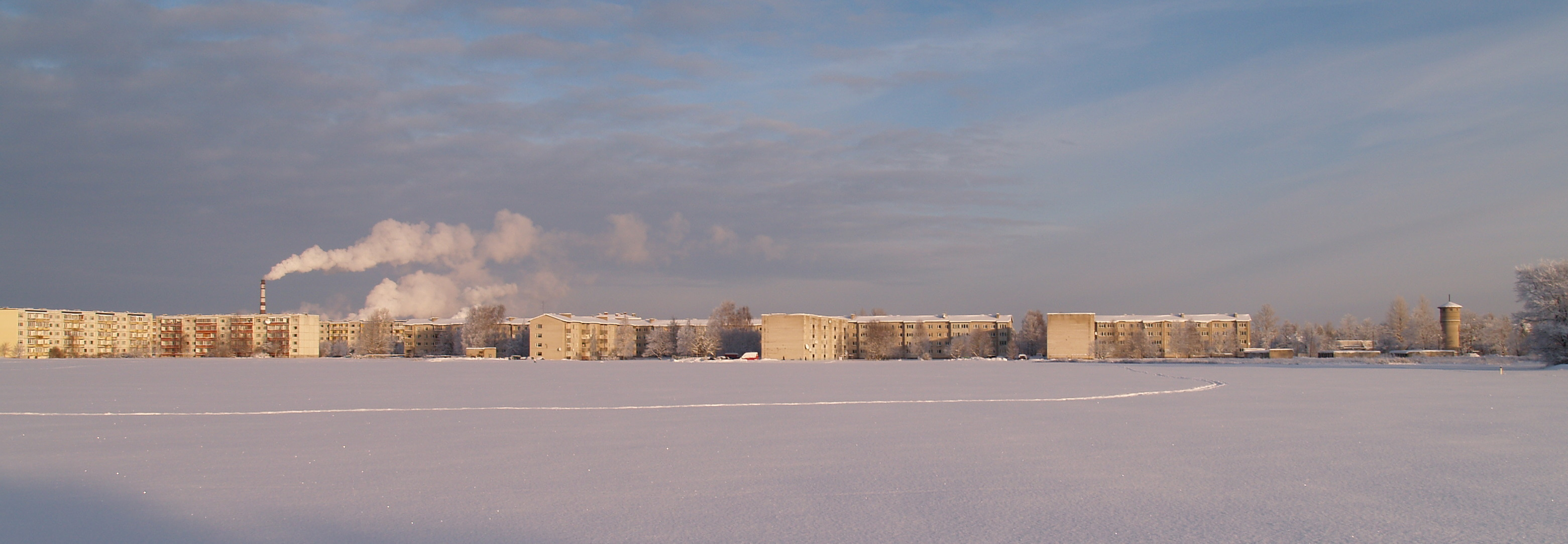
Gezicht op Kehra
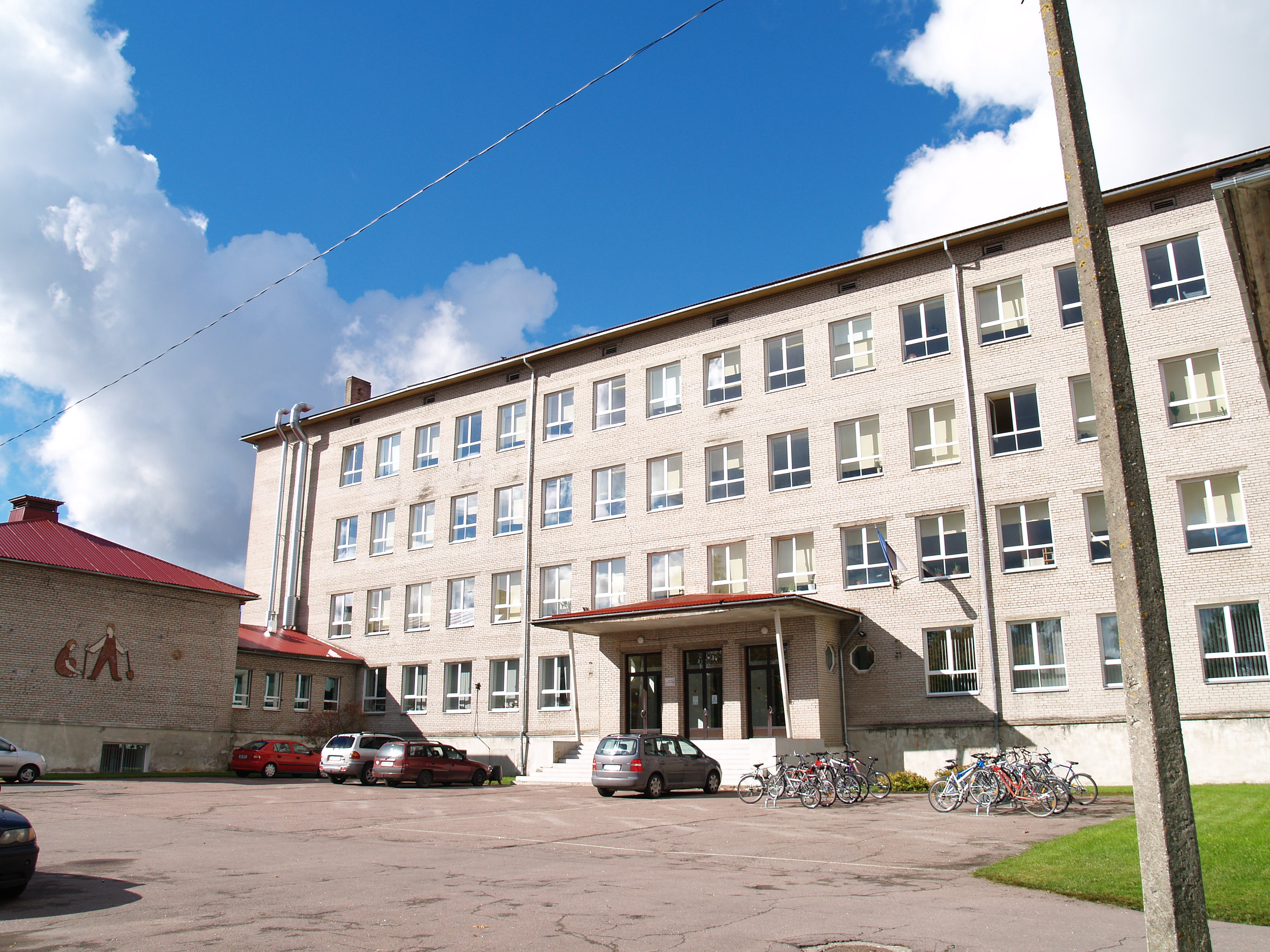
Het Kehra Gümnaasium, een middelbare school in Kehra
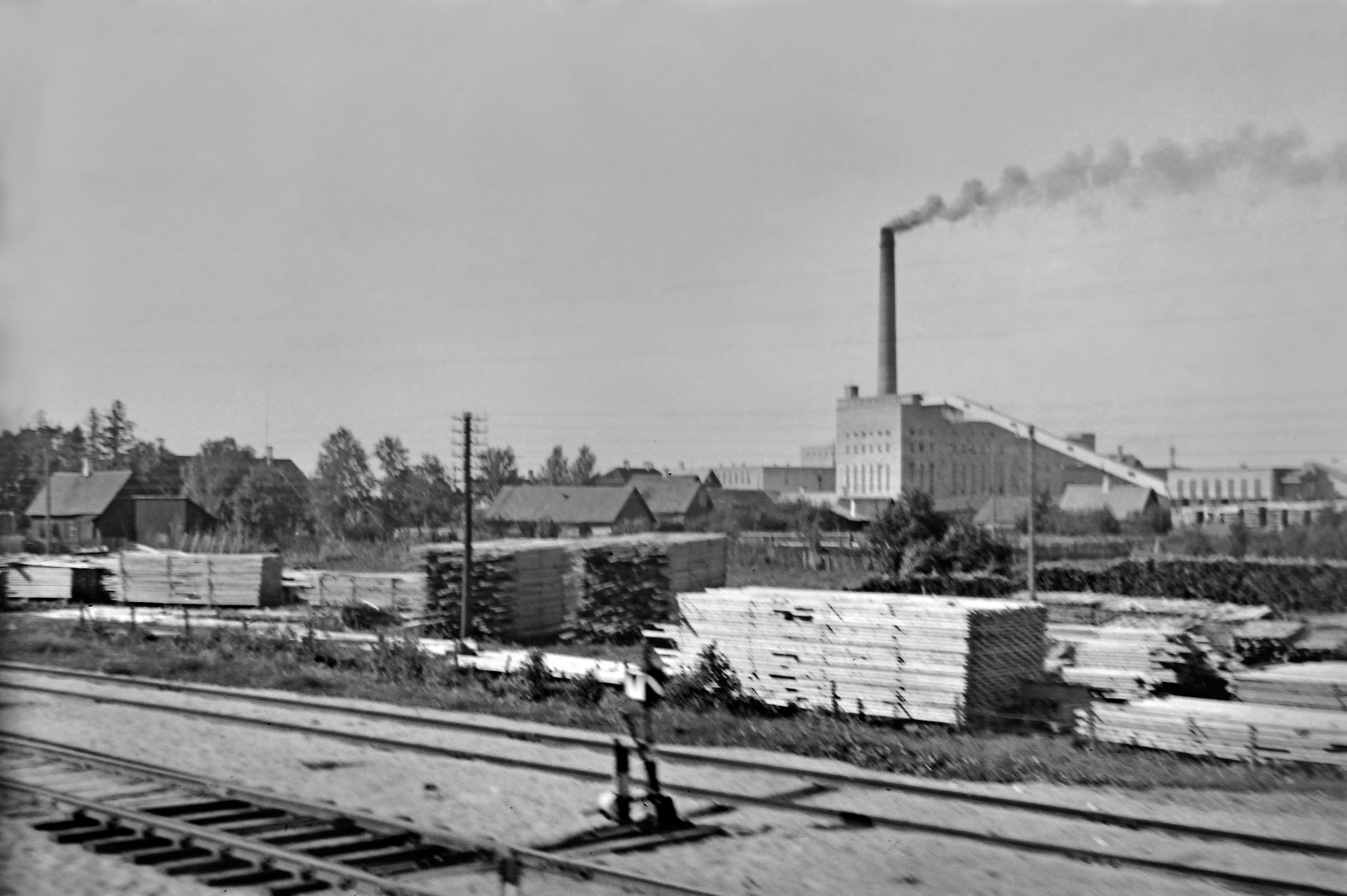
De cellulosefabriek in 1940
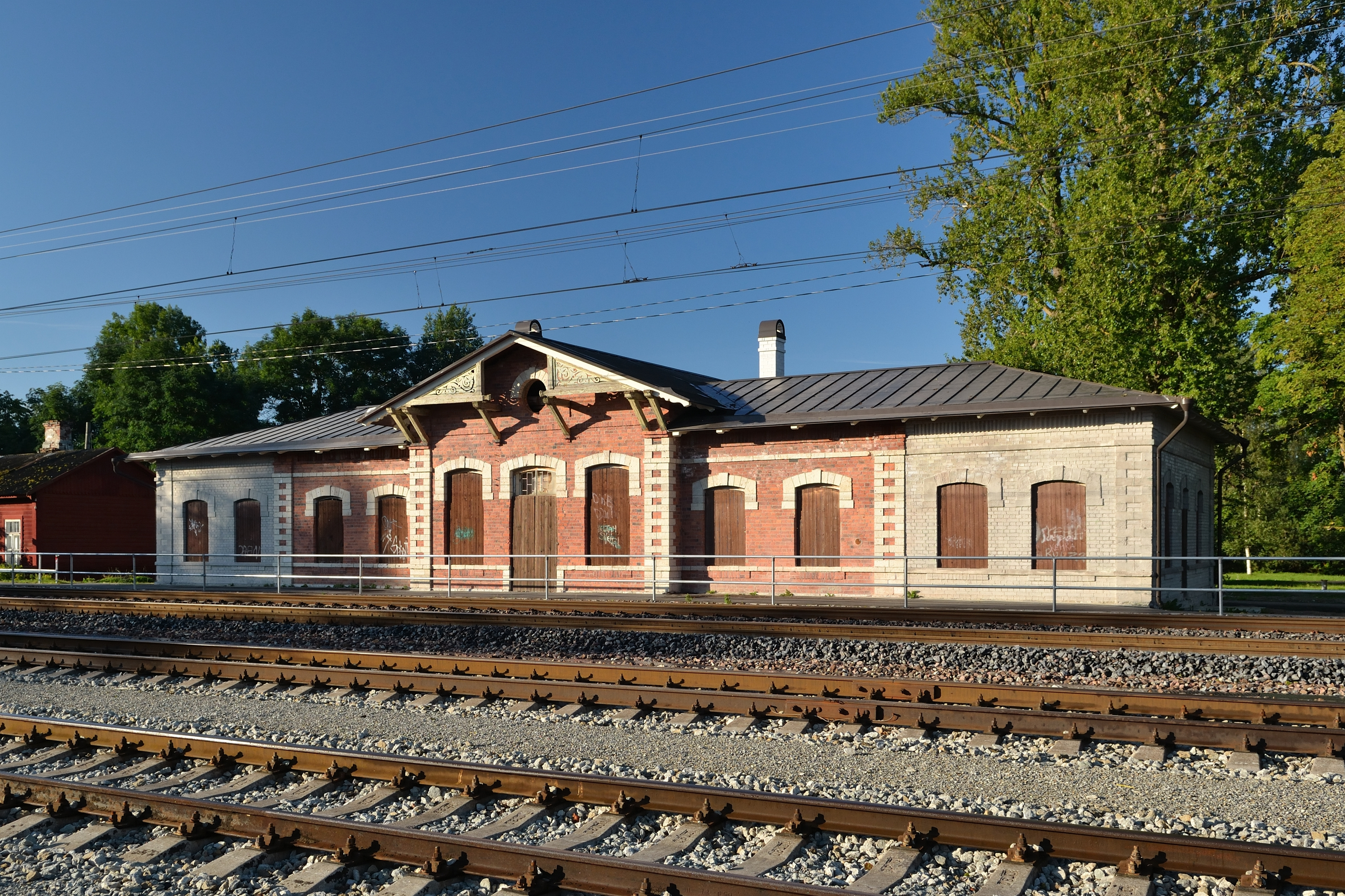
Het station in 2012
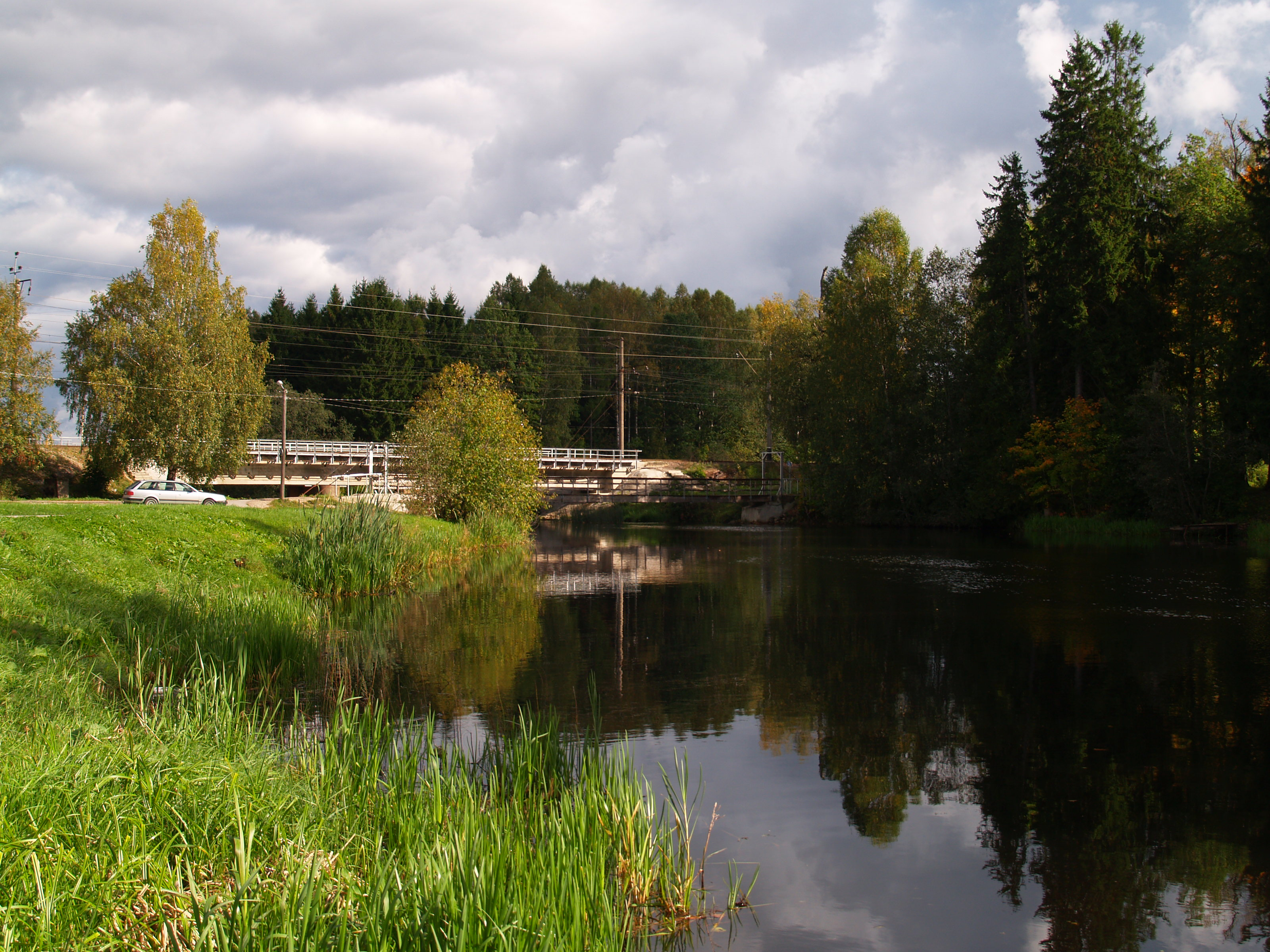
De Jägala bij Kehra
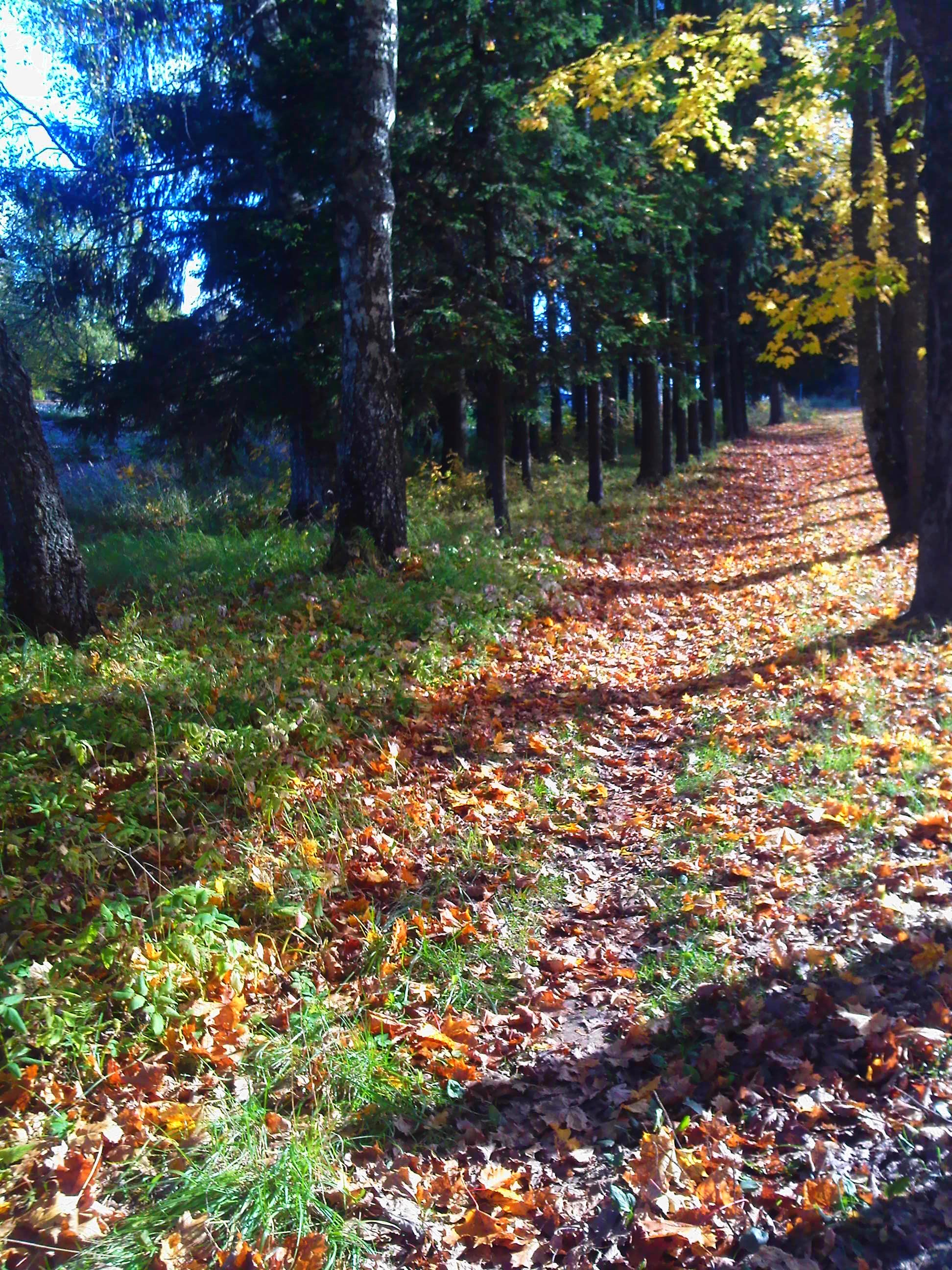
Bos bij Kehra